# Kim Lankford
Kim Lankford (* 14. Juni 1962 in Montebello, Kalifornien) ist eine US-amerikanische Schauspielerin.

## Biografie
Kim Lankford wuchs als Tochter eines Personaldirektors und einer Sopranistin in Orange County auf. Bereits nach ihrem Highschool-Abschluss startete sie ihre Schauspielkarriere im "Circle Theater" in San Francisco, in dem sie in den Inszenierungen von "The Sound of Music", "Peter Pan" und "The Music Man" zu sehen war.
Anschließend erhielt sie ein festes Engagement als Künstlerin für die Bühnenschau des südkalifornischen Freizeitparkes "Knott´s Berry Farm". 
Es folgten Gast-Auftritte in Fernsehserien, wie Love Boat, Police Woman, Hunter oder Fantasy Island. Aufgrund ihres Mitwirkens in der Fernsehserie The Waverly Wonders 1978 erhielt sie das Angebot, die Rolle der Ginger Ward im "Dallas"-Spinoff Unter der Sonne Kaliforniens darzustellen. Hierdurch gelang ihr der internationale Durchbruch und ein breiterer Bekanntheitsgrad als Schauspielerin. Überdies konnte Kim Lankford hier ihr Talent als Sängerin zum Besten geben.
Privat war Kim Lankford mit dem Rocksänger Warren Zevon liiert und hat sich heute weitestgehend aus dem Schauspiel-Business zurückgezogen. 
Sie ist Gründerin des "Living Horsemanship", dessen Grundidee versucht, Körper, Geist und Seele mithilfe eines gezielten Reittrainings in Einklang zu bringen.

## Filmografie (Auswahl)
- 1976: Und morgen wird ein Ding gedreht (Harry and Walter Go to New York)
- 1977: Happy Days (Fernsehserie)
- 1978: Der Mann aus Atlantis (Fernsehserie)
- 1978: Jeans, Teens und Luftballons (Malibu Beach)
- 1978: The Waverly Wonders (Fernsehserie)
- 1979–1983: Unter der Sonne Kaliforniens (Knots Landing, Fernsehserie, 75 Episoden)
- 1980: Octagon (The Octagon)
- 1981: Die Bestie von nebenan (Terror Among Us)
- 1984: Agentur Maxwell (Fernsehserie)
- 1984: Cheers (Fernsehserie)
- 1987: Hunter (Fernsehserie)
- 1988: Jake und McCabe – Durch dick und dünn (Fernsehserie)
- 1988: Cameron – Der Dämon aus der Hölle (Cameron's Closet)
- 1992: Auf der Sonnenseite des Lebens (Missing Piece)
- 1994: Night of the Running Man
- 1995–1997: Diagnose: Mord (Diagnosis Murder, Fernsehserie, 2 Episoden)
- 1996: Street Corner Justice
- 1997: Chicago Hope – Endstation Hoffnung (Chicago Hope, Fernsehserie, 1 Episode)
- 1997: Unter der Sonne Kaliforniens: Back to the Cul-de-Sac
- 1998: Mixed Blessings
- 2000: Martial Law – Der Karate-Cop (Martial Law, Fernsehserie, 2 Episoden)